# Maximilien Gardel
Pour les articles homonymes, voir Gardel.
Œuvres principales
Ninette à la cour (1777)
La Rosière (1783)
Le Coq du village (1787)

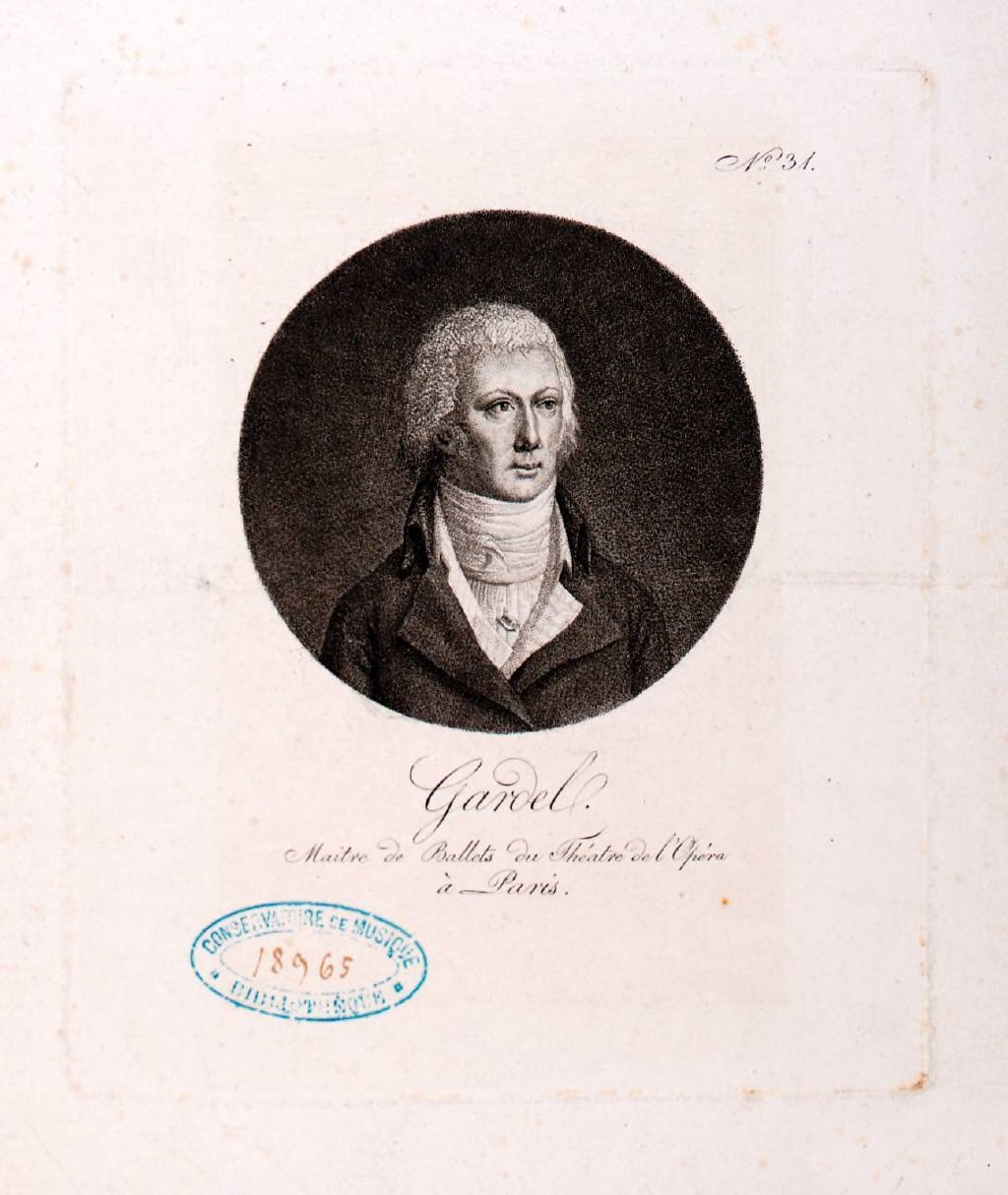
Maximilien Gardel. Paris, BNF

Maximilien Gardel est né à Mannheim le 18 décembre 1741 et mort à Paris le 11 mars 1787.
Danseur et chorégraphe français, il est le fils de Claude Gardel, maître de ballet du roi Stanislas de Pologne, et le frère aîné de Pierre Gardel.
Il débute à l'Académie royale de Musique de Paris en 1759 et devient soliste cinq ans plus tard. Partageant les rôles de danseur noble avec Gaëtan Vestris, Gardel va s'en démarquer en 1772 : dans la reprise de Castor et Pollux de Rameau, il danse sans masque ni perruque (ce qui était jusqu'alors inimaginable) pour ne pas être confondu avec son rival.
En 1773, il est pourtant, avec Jean Dauberval, l'assistant de Vestris comme maître de ballet puis, en 1781, il assumera seul cette fonction, succédant à Noverre.
À sa mort, en 1787, c'est son frère Pierre qui lui succédera comme maître de ballet.

## Quelques œuvres
- 1777 : La Chercheuse d'esprit avec, notamment, Marie-Madeleine Guimard[1]
- 1777 : Ninette à la cour avec, notamment, Marie-Madeleine Guimard
- 1778 : Phaon
- 1779 : Mirza et Lindor
- 1781 : La Fête de Mirza
- 1783 : La Rosière
- 1784 : L'Oracle
- 1785 : Le Premier Navigateur avec, notamment, Marie-Madeleine Guimard
- 1786 : Les Sauvages
- 1786 : Le déserteur  ballet d'action en 3 actes, représenté devant Leurs Majestés à Fontainebleau, le 21 octobre 1786 lire en ligne sur Gallica
- 1786 : Le Pied de bœuf
- 1786 : Le Déserteur avec, notamment, Marie-Madeleine Guimard
- 1787 : Le Coq du village